# Juan Gil Navarro
Juan Manuel Gil Navarro (Buenos Aires, 15 de agosto de 1973) es un actor, guionista, director de cine y productor de televisión argentino que ha trabajado en cine, teatro, radio y televisión.

## Biografía
Hijo de Manuel Gil Navarro, periodista, y de Alejandra, secretaria.
Estudió en la escuela alemana Rudolf Steiner Schule en Florida, Vicente López, provincia de Buenos Aires donde a los 16 años debutó como actor de teatro.

## Carrera
En 1996, debutó en televisión en la serie Montaña rusa, otra vuelta y desde entonces ha estado trabajando en este medio. 
Después, trabajó 6 años en la serie 5 Amigos del alma, reemplazando a Mariano Torre. Alternando con teatro desde 2000 cosechó gran éxito con Canciones Maliciosas y por el cual recibió el Premio Florencio Sánchez como mejor actor de reparto.  
En 2001 le llegó su primer protagónico en el policial negro Código negro (Televisión Pública), serie que obtuvo más del doble de la media del índice de audiencia del canal en uno de los horarios más competitivos de la televisión argentina, superando en su capítulo debut a Okupas estrenada años atrás. 
En 2003 llegó su primer papel cinematográfico con El día que me amen, pero el éxito le vino al año siguiente de la mano de su primer papel protagónico en televisión, Federico Fritzenwalden en la serie Floricienta con Florencia Bertotti que se ha emitido en numerosos países de América y Europa. En ella además cantó algunos temas junto a Florencia Bertotti y ha sido llevada a teatros en forma de musical.
Tras esta serie ha seguido trabajando en televisión, estrenando en 2005 Hombres de honor y en 2006 Al límite, unitario en el que interpretó a un personaje distinto cada capítulo. 
En 2007 el actor apareció en el primer episodio de Lalola, encarnando a un playboy que deviene en mujer. Luego, en el último episodio de la serie, reapareció interpretando a Daniela Carloni encerrada en el cuerpo de Lalo.
En 2008 fue villano de Vidas robadas junto a Facundo Arana y Mónica Antonópulos.
A mediados de 2010 volvió a interpretar a un villano en la telenovela de Telefe Secretos de amor junto a Soledad Silveyra, Adrián Navarro con los que ya compartió elenco y con el regreso a la Televisión Argentina de Arturo Puig.
En ese mismo año llamado nuevamente para interpretar una participación especial nuevamente como villano en la telenovela Caín y Abel por Telefe.
Inició 2011 filmando para dos películas La Inocencia de la Araña y 2/11 Día de muertos respectivamente para después viajar a la ciudad de Montevideo en Uruguay donde grabó Dance!, la fuerza del corazón, tira juvenil donde compartió créditos con Isabel Macedo y Maximiliano Ghione. Al volver a Buenos Aires grabó 2 capítulos para unitarios Maltratadas al lado de Luisana Lopilato en el capítulo "El ídolo de barro" y en Decisiones de vida interpretó a un hijo de desaparecidos en el capítulo "De mi sangre".
En 2012 participó en varias ficciones como por ejemplo en la Televisión Pública con la serie Perfidia; integrándose después al elenco de Graduados en la pantalla de Telefe. Grabó una participación especial en La dueña y hacia mitad de año volvió al teatro protagonizando junto a Lali Espósito la prestigiosa obra Las brujas de Salem.
Desde finales de 2012 hasta mediados de 2013 protagonizó junto a Jazmín Stuart y Brenda Gandini la telenovela Mi amor, mi amor por Telefe.
En 2013 se incorporó al elenco de Los vecinos en guerra junto a Diego Torres y Eleonora Wexler volviendo a interpretar a un villano.
En 2014 protagonizó en teatro la comedia musical Priscilla, reina del desierto.

## Vida personal
Entre 1999 y 2003 estuvo casado con Melania Toia. Su segundo matrimonio fue con Natalia Litvack entre 2006 y 2018.

## Filmografía

### Cine
| Año  | Título                   | Papel                   | Dirección                    |
| ---- | ------------------------ | ----------------------- | ---------------------------- |
| 2003 | El día que me amen       | Fernando                | Daniel Barone                |
| 2011 | La inocencia de la araña | Manuel Colman           | Sebastián Caulier            |
| 2012 | 2/11: Día de los muertos | Santiago                | Ezio Massa                   |
| 2013 | El esquema de Ponzi      | Manuel Gutiérrez Dillon | Juan Pablo Laplace           |
| 2015 | Lo que nunca nos dijimos | Mauricio                | Sebastián Sánchez Amunátegui |
| 2016 | Campaña antiargentina    | Leonardo Jaramillo      | Alejandro Parysow            |
| 2024 | Historias de papel       |                         | Florencia Nizzo              |

### Televisión
| Año       | Título                               | Papel                                 | Notas                             |
| --------- | ------------------------------------ | ------------------------------------- | --------------------------------- |
| 1996      | Montaña rusa, otra vuelta            | Micky                                 |                                   |
| 1996      | Sueltos                              |                                       |                                   |
| 1997      | De corazón                           | Fernando                              |                                   |
| 1998      | Gasoleros                            | Wolfrang                              |                                   |
| 1998      | La nocturna                          | Matías                                |                                   |
| 1999      | Verano del 98                        | León                                  |                                   |
| 2000      | Primicias                            | Rodrigo                               |                                   |
| 2000      | Calientes                            | Sebastián                             |                                   |
| 2001      | El sodero de mi vida                 | Fidel                                 |                                   |
| 2001      | Culpables                            | Martino                               |                                   |
| 2001      | Los médicos de hoy 2                 | Daniel                                |                                   |
| 2001      | Código negro                         | Juan Carlos Rizzo                     |                                   |
| 2001      | Cuatro amigas                        |                                       |                                   |
| 2002      | 1000 millones                        | Ariel                                 |                                   |
| 2002      | Infieles                             | Pablo Echagüe                         | Episodio: «La última oportunidad» |
| 2003      | Soy gitano                           | Segundo Soto                          |                                   |
| 2004      | Floricienta                          | Federico Fritzenwalden                |                                   |
| 2004-2005 | Historias de sexo de gente común     | Diego Custer                          |                                   |
| 2005      | Hombres de honor                     | Rocco Onoratto / Patter Nostra        |                                   |
| 2006      | Al límite                            | Varios                                |                                   |
| 2007-2008 | Lalola                               | Ramiro «Lalo» Padilla / Daniel Calori |                                   |
| 2008      | Vidas robadas                        | Nicolás Duarte                        |                                   |
| 2009      | Impostores                           | Dandy Pereyra                         |                                   |
| 2010      | Secretos de amor                     | Ignacio «Nacho»                       |                                   |
| 2010      | Caín y Abel                          | Fernando Soler / Guillermo Hüs        |                                   |
| 2011      | Dance!, la fuerza del corazón        | Ricardo Gutiérrez                     |                                   |
| 2011      | Decisiones de vida                   | Pablo                                 | Episodio: «De mi sangre»          |
| 2011      | Maltratadas                          | Lucas Matheu                          | Episodio: «El ídolo de barro»     |
| 2012      | Perfidia                             | Manuel Gutiérrez Dillon               |                                   |
| 2012      | Graduados                            | Guillermo «Willy» Almada              |                                   |
| 2012      | La dueña                             | Federico Lacroix                      |                                   |
| 2012-2013 | Mi amor, mi amor                     | Juan Dalton                           |                                   |
| 2013      | Los vecinos en guerra                | Mariano Sánchez Ginastera             |                                   |
| 2015      | Fronteras                            |                                       |                                   |
| 2015-2016 | La casa del mar                      | Daniel Johnson                        |                                   |
| 2016      | La leona                             | Gabriel Miller Liberman               |                                   |
| 2017      | La fragilidad de los cuerpos         | Federico                              |                                   |
| 2018      | 100 días para enamorarse             | Javier Fernández Prieto               |                                   |
| 2018      | Rizhoma Hotel                        | Maximiliano                           | Episodio: «Póker»                 |
| 2020      | Submersos                            | Abel Farra                            |                                   |
| 2020      | Puerta 7                             | Santiago                              |                                   |
| 2020      | Post mortem                          | Vicente Calvo                         |                                   |
| 2022      | Último primer día                    | Félix                                 |                                   |
| 2022      | Dos 20                               | Gabriel                               | Episodio: «La mudanza»            |
| 2023      | Argentina, tierra de amor y venganza | Horacio Hills                         |                                   |
| 2023      | El método, principio de identidad    | Lucas                                 |                                   |
| 2025      | En el barro                          | Andrés Faccia                         |                                   |
| 2025      | Nieve roja                           | Guillermo Bassa                       |                                   |

## Teatro
| Año       | Título                                                  | Papel                    |
| --------- | ------------------------------------------------------- | ------------------------ |
| 1997      | Las visiones de Simón Marchard                          | Ángel                    |
| 1998      | Ofelia y la pureza                                      |                          |
| 1999      | Las alegres mujeres de Shakespeare                      |                          |
| 2000      | Canciones maliciosas                                    |                          |
| 2000      | Comedieta                                               |                          |
| 2002      | El violinista en el tejado                              | Perchik                  |
| 2002      | Cesárea                                                 |                          |
| 2003      | La granada                                              |                          |
| 2004      | Floricienta                                             | Federico Fritzenwalden   |
| 2005      | Tango perdido                                           |                          |
| 2006-2007 | Tour de los Sueños                                      | Federico Fritzenwalden   |
| 2006      | La discreta enamorada                                   |                          |
| 2007      | El zoo de Cristal                                       | Tom                      |
| 2008      | Algo en común                                           | Arturo                   |
| 2008      | Una cierta piedad                                       | Ben                      |
| 2009      | El rey Lear                                             | Edmund                   |
| 2012      | Las brujas de Salem                                     | John Proctor             |
| 2013      | Cock                                                    | Juan                     |
| 2014      | Priscilla, reina del desierto                           | Adam / Felicia           |
| 2014      | Expediente 1983                                         | Cristian                 |
| 2016      | Deseo                                                   | Manuel                   |
| 2016-2017 | Shakespeare, todos y ninguno                            | Varios                   |
| 2017-2018 | Eva Perón y el homosexual o la dificultad de expresarse | Sra. Simpson / Ibiza     |
| 2022      | Closer                                                  | Larry                    |
| 2022      | Cuidado con los perros                                  | Damián                   |
| 2022      | El ardor                                                | Marco                    |
| 2023-2024 | Votemos                                                 | Alberto                  |
| 2024      | Subacuática                                             | Pablo                    |
| 2024      | Juan Vairoleto                                          | Juan Bautista Bairoletto |
| 2025      | Druk                                                    | Tomy                     |

## Premios

### Teatro
- Premios Florencio Sánchez 2000: Mejor Actor de reparto por Canciones maliciosas.     Ganador.
- Premios ACE 2003: Actor de reparto por La Granada.     Nominado.
- Premios Florencio Sánchez 2008: Mejor Actor de reparto por Una Cierta Piedad.     Ganador.
- Premios Hugo al Teatro Musical 2014: Mejor Actor protagonista comedia musical Priscilla, reina del desierto.     Nominado.
- Premios ACE 2014: Mejor Actor protagonista comedia musical Priscilla, reina del desierto.       Nominado.

### Televisión
- Premios Martín Fierro 2005: Actor protagonista de novela por Hombres de honor.    Nominado.
- Premios Clarín 2008: Actor protagonista de novela por Vidas robadas.     Nominado
- Premios Martín Fierro 2009: Actor protagonista de novela por Vidas robadas.     Nominado
- Premios Martín Fierro 2013: Actor protagonista de novela por Mi amor, mi amor.   Nominado
- Premios Martín Fierro 2019-20: Actor de reparto de novela por 100 días para enamorarse.     Nominado.